# Lark Rise to Candleford
Lark Rise to Candleford es una trilogía de Flora Thompson, compilada a partir de sus tres novelas autobiográfica anteriores y se publicó por primera vez en 1945. De forma ficticia, describe la historia social de la población rural de Oxfordshire a finales del siglo XIX, basándose en sus propias experiencias de infancia y juventud al mismo tiempo.

## Tema y carácter de la obra
Es la única autora de esta época que describió la vida en pueblos, pueblos y pueblos y no sólo la vida individual, sino también la de grupos.
Lo especial de la interpretación de Thompson es que retrata a todas las personas y circunstancias con simpatía, sin pasar por alto nada doméstico.
La situación social en el pequeño pueblo se caracteriza por la imagen de una fortaleza sitiada, que sólo puede resistir el ataque con la ayuda de estrictas costumbres y control social. Como ejemplo típico de esto, informa sobre la pequeña revolución económica en el pequeño pueblo, cuando un comerciante de cerveza rompe el monopolio del bar suministrando a los hogares sus propios barriles de cerveza. Esto significa que no sólo los hombres beben cerveza en el bar todos los días, sino que en la situación doméstica más emancipada también beben a veces las mujeres (de lo contrario esto sólo ocurría en días festivos importantes) y que los hombres a veces beben más de un vaso. Pronto resulta que el presupuesto del hogar medio está muy por encima de su capacidad, a pesar del precio más bajo de la cerveza. Debido a las dificultades de pago de sus clientes, el comerciante de cerveza renuncia a realizar entregas. Vuelve la antigua prerrogativa de los hombres del alcohol y el monopolio del bar. De esta manera se repele el ataque del progreso contra el precario equilibrio financiero de las familias campesinas sin tierra.
Por otro lado, el retrato de Thompson no toma la forma de una denuncia social, sino que, consciente de la cultura que se perdió en ese momento, registra con precisión las costumbres desvanecidas del mundo agrario. Ella informa que los trabajadores agrícolas cantaron con entusiasmo "God bless the people's William" porque Gladstone les parecía representar su causa, a diferencia de los conservadores, y que el hombre de ochenta y tres años . Todavía lo escuché de la balada popular de tradición familiar oral "Un caballero extravagante", registrada por primera vez por escrito en 1776, que por supuesto fue escuchado sólo por respeto a su edad. Ella ve estas canciones, que unieron a los asistentes al bar en una comunidad, como un signo del "arte perdido de ser feliz con poco".

## Editoriales
Basándose en estas novelas, Keith Dewhurst escribió las obras Lark Rise y Candleford, que se presentaron en el National Theatre de Londres en 1978/79 con la participación del grupo de folk rock The Albion Band. '.
En 2008, se emitió una serie de televisión de diez episodios del mismo nombre, Lark Rise to Candleford, basada en esa novela. La cuarta temporada se estrenó en 2011.

## Enlaces web
- The Guardian: Diario de una mujer de campo de Richard Mabey Artículo de 13 de diciembre de 2008 (inglés)